# Примбердиев, Кайрат Тыныбекович
Примбердиев Кайратбек Тыныбекович (р. 24 ноября 1985) - певец, композитор, автор слов, хитмейкер, аранжировщик, мульти-инструменталист, Заслуженный артист Кыргызской республики (2017), общественный деятель, гражданский активист. Известен благодаря таким хитам, как “Кок бору”, “Сагынганда”, “Поезддеги махабат”, а также участию в популярных российских музыкальных проектах, таких как “Голос” и “Главная сцена”. В обоих шоу Кайрат дошел до финала. 

## Биография
Родился 24 ноября 1985 года в селе Ылай Талаа Каракульджинского района Ошской области Кыргызской ССР.
Родители:
Отец: Примбердиев Тыныбек Камалович. 1961-1986 гг. Работал плотником в сельском детском садике. В 1986 году умер от сердечной недостаточности в возрасте 27 лет.
Мать: Кубанычбекова Кулуйпа Кушубаковна. 1961 г.р. Работала поваром в том же детском саду.
В 1986 году после смерти отца мать взяла с собой старшую дочь и Кайрата, и переехала в Талас к родителям. По просьбе бабушки, матери отца Кайрата, она оставляет среднюю дочь в Оше.
С малых лет Кайрат отличался отменным музыкальным слухом, и звонким голосом.
В школьные годы участвовал во многих школьных конкурсах, посещал уроки вокала, комуза, и манасчи (сказитель кыргызского народного эпоса “Манас”).
Окончив 8 классов в 2000 году в Когойской средней школе, поступил в Профессиональный технический лицей по специальности “фермер сельского хозяйства”, который успешно окончил в 2003 году.
В 2004 году поступил в Таласский сельскохозяйственный техникум по специальности “автоматизация и электрификация сельского хозяйства”. Во время учебы Кайрат был очень активным студентом: участвовал в КВН и вокальных конкурсах, в которых неоднократно побеждал.
Параллельно подрабатывал грузчиком на бирже труда в Таласе, а также помогал маме по месту ее работы, оставаясь после занятий.
Годы шли, а Примбердиев все еще не исполнил свою давнюю мечту: петь и стать популярным артистом. Это не давало ему покоя и он решился на серьезный шаг в своей жизни.

## Карьера и творческая деятельность
В 2006 году, не окончив техникум, Кайрат переехал в Бишкек, столицу Кыргызстана. Где встретил своего одноклассника Султана Садыралиева, который на тот момент уже стал популярным певцом и кумиром молодежи.
Продюсер Султана Динара Эсенгулова провела прослушивание Кайрата по совету Садыралиева. Увидев талант молодого исполнителя, она предложила ему сотрудничество. С сентября 2006 года Султан и Кайрат начинают совместную творческую деятельность. Они записали дуэтную песню “Арноо” и начали гастролировать по стране с концертами Султана.
В октябре 2006 года Кайрат записал свою первую сольную песню “Сагынганда”, с которой принял участие в Национальном телевизионном хит-параде на 1 канале страны. Песня держалась в хит-параде 2 месяца. Первый месяц композиция находилась в тройке лидеров, а в декабре и вовсе прочно заняла 1 место, став абсолютным хитом месяца.
А в чарте хитов самых популярных радиостанций “Миң кыял фм” и “Кыргызстан обондору” эта песня занимала 1 место больше 6-7 недель. Меньше чем за год, в возрасте 22 лет, Примбердиев стал известным певцом в Кыргызстане.
В 2009 году в связи с окончанием контракта продюсер Динара Эсенгулова и Кайрат Примбердиев прекращают сотрудничество.
В поисках вдохновения
После такого резкого подъема, певец столкнулся с творческим застоем. Работа над песнями не шла, как это было прежде, и Кайрат принимает очередное резкое решение в своей жизни – посвятить ближайшие годы поиску вдохновения работой в различных кафе Бишкека. Каждодневное живое исполнение различных композиций из разных музыкальных жанров дало возможность расширить свой творческий диапазон. В 2011 году Примбердиев уезжает в Казахстан, где выступает в рок-клубах городов Актау и Атырау в качестве солиста рок-группы «Саундтрек»
В 2012 году по возвращении в город Бишкек совместно с рок-гитаристом Русланом по прозвищу “Айсберг” основал рок группу “Аквамарин”, с которой они покоряют сердца посетителей рок-баров столицы. В том же году группа выпускает песню в рок-стиле «Үмүтүмө» авторского сочинения Кайрата. Но к сожалению, в декабре 2012 года ему пришлось распустить группу и уехать обратно в Казахстан.
Успех
Набрав достаточное количество опыта, сил и вдохновения для создания новой музыки, Кайрат снова возобновляет свою активную творческую деятельность в 2015 году. Год начинается с записи песни «Поезддеги махабат», которая сразу же стала хитом среди кыргызстанского населения. В том же году выходит песня «Сен деги кандай немесин». Она займет свое место на первых строчках чарта, но это будет позже… после шоу “Голос”.
Шоу «Главная сцена» и «Голос»
Достигнув определенного уровня у себя на родине, Кайрат принимает решение, которое кардинально поменяло его карьеру и жизнь. Памятуя о своих не очень удачных вояжах на конкурс «Новая волна» в 2011-12 годах, он все же решается взять реванш у международной сцены, но на сей раз в более масштабных проектах.
В 2015 году Примбердиев подает заявку на вокальный конкурс “Главная сцена”, трансляция которого велась на федеральном телеканале “Россия”. Пройдя отборочный этап, он отправляется в Москву на прослушивание. Кастинг данного шоу только за неделю посетило свыше 2 тысяч участников. Когда настал черед Кайрата, он подошел к процессу серьезно не только вокально, но и внешне. Именно внешний вид привлек внимание известной российской рок-певицы Дианы Арбениной, которая отметила, что даже на простое прослушивание Примбердиев явился в классическом сценическом костюме. Также она сказала, что немногие люди подходят так щепетильно и избирательно к выбору сценического образа. Кайрат исполнил 2 песни: «Скажите, девушки…» и «Я постелю тебе под ноги небо». Жюри отметило высокий уровень его пения и пригласило Кайрата на 1 тур проекта.
1 тур. Шоу началось не очень радужно для кыргызского исполнителя. Ему выбрали композицию Олега Газманова «Эскадрон» для 1 тура. После окончания песни, члены жюри начали журить его за не совсем правильно выбранную песню. Но в этот момент, все та же Арбенина, которая еще помнила Кайрата по прослушиванию, заступилась за него и попросила исполнить акапелла. Исполнение без музыки растопило лед в сердцах членов жюри и они пропустили его безоговорочно во 2 тур проекта.
2 тур. Участникам дали задание. Спеть песню из советских кинофильмов. Наставник Кайрата Андрей Косинский выбрал для него песню “Я любил одну милую” из кинофильма “Стряпуха”. Во время подготовки они обогатили аранжировку песни, вдохнув новую жизнь в старую композицию. Жюри и зрители оценили выступление Примбердиева на высоком уровне. Особенно певица Елена Ваенга была растрогана этим чувственным исполнением Кайрата. 
3 тур. Здесь была задача исполнить одну из песен легендарного советского композитора Александра Зацепина. Кыргызский певец готовил песню “ Куда уходит детство”, но за день до выступления, редакция проекта решила поменять композицию на “Есть только миг”. В связи с этим, выступление получилось не столь удачным, как планировалось. Во время вердикта членов жюри, Елена Ваенга поинтересовалась у певца, почему он не угадал с выбором песни и исполнил не использовав весь свой потенциал. На что Кайрат объяснил ситуацию с неожиданной заменой песни в последний момент. Тогда Ваенга попросила исполнить именно то, что готовил ранее. Примбердиев все же спел “Куда уходит детство”, после чего судьи проекта единогласно пропустили его в финал.
Финал.  Финал проекта состоялся в Государственном Кремлёвском Дворце. Для финальной композиции была выбрана песня “Скажите, девушки”, которую Примбердиев исполнял на прослушивании ранее. В финале нужно было выступить дуэтом с известным артистом. Кайрат выступил с финалистом прошлого сезона Ачи Пурцеладзе. Судьи отметили харизматичное выступление дуэта, но победа осталась за российским певцом Арсением Бородиным.
Голос
Пройдя первую степень российской сцены, Примбердиев решается попробовать свои силы в самой популярной мировой франишизе “Голос”. На этот раз певец едет покорять российскую версию проекта “Голос”. На сайте первого канала Кайрат оформляет заявку на участие в шоу.
Отборочный тур
В июне 2016 года Примбердиев снова отправляется в Москву на отборочный тур, где его узнает один из редакторов Андрей Сергеев, ранее работавший на проекте “Главная сцена”. Еще перед выступлением Примбердиева в ходе беседы жюри и исполнителя, Сергеев отметил талант кыргызского певца, сказав об этом главному редактору шоу “Голос” Юрию Аксюте. Несмотря на полученные авансы в виде комплиментов от одного из членов жюри, Кайрат не расслаблялся, а выступил с полной выкладкой, за что и заслужил похвалу и проход в “Слепые прослушивания”.
Слепые прослушивания
Выступление Примбердиева должно было состояться одним из последних в очереди. К тому времени команды наставников были практически укомплектованы. Оставалось всего 3 места: 2 у Полины Гагариной и 1 у Леонида Агутина. Кайрат выступил с песней “This is a man’s world”, в ходе выступления повернулись двое(Агутин и Гагарина) в самой концовке, чем вызвали бурную радость самого певца и его группы поддержки. Кайрат выбрал команду Агутина со словами “Я вырос в то время, когда мы на квадратных магнитофонах “Электроника” слушали песни Леонида Агутина”. Не повернувшийся же Дима Билан, не мог этого сделать из-за того, что его команда была уже в полном составе, но он приметил кыргызского артиста, чтобы в случае вылета того, добрать его в свою команду.
Поединки
В следующем туре состоялся “поединок” между участниками команды Агутина – Кайратом Примбердиевым и Владом Венгли. Дуэт исполнил композицию Майкла Джексона “Black or white”. Кайрат показал отменное выступление, сочетая шикарный вокал и артистизм на сцене, Венгли же был более степенным в своих действиях. Вердикт Агутина был в пользу Владислава Венгли. По правилам шоу на данном этапе для других наставников есть возможность спасти проигравшего в этом раунде. И когда казалось, что участник из Кыргызстана покинет проект, Дима Билан решает взять инициативу в свои руки и не раздумывая забирает в свою команду Примбердиева.
Нокауты
Оказавшись в команде у нового наставника, Кайрат готовится все усерднее, понимая, что на данном этапе при проигрыше никто спасти его не сможет. В соперниках у него были Алена Поль и Оксана Казакова. Кайрат исполнил песню “Simple the best”, чем заслужил проход в четвертьфинал. Впоследствии это выступление станет самым ярким из всех его номеров на шоу “Голос.
Четвертьфинал  
Кайрат Примбердиев исполнил песню “Я спросил у ясеня”. Здесь наставник может дать определенный процент баллов каждому из своих участников, а далее все решается при помощи зрительского голосования. По итогу 2 этапов голосования, победу в ¼ финала одержал кыргызский участник.
Полуфинал
Пожалуй, именно за шаг до финала и случился тест на прочность для Кайрата. Ведь за 5 дней до прямого эфира была поставлена задача проработать и затем исполнить на самом шоу композицию “And I am telling you” из бродвейского мюзикла “Dreamgirls”. Памятуя о прошлых испытаниях и трудностях в карьере, Кайрат достойно принял вызов судьбы и за считанные дни подготовился к полуфиналу. Само выступление было одним лучших на проекте среди всех участников, что и стало ключом к проходу в финал шоу.
Финал
Финалистам нужно было выучить и исполнить по 5 песен, до финала оставалась всего неделя.
Кайрат Примбердиев исполнил соло “Как молоды мы были”, “Unchain my heart”, квартет с финалистами “Ti amo”(переведенная на русский язык), “Жить” и выступление с наставником “Trouble”. По итогу финального голосования побеждает Дарья Антонюк. Кайрат же входит в тройку лучших на 5 сезоне проекта “Голос”.
Семья и личная жизнь
В 2009 году Кайрат женится. Но уже в 2010 году разводится с женой. От первого брака у него есть сын Амир Кайратбек 2010 г.р.
В 2012 году Примбердиев, работая в одном из казахстанских ресторанов знакомится со своей будущей женой Эльвирой Бегалиевой, которая на тот момент тоже была певицей в том же ресторане.
В 2013 году пара поженилась.
Эльвира сыграла немаловажную роль в жизни и карьере супруга. Именно она вдохновляла его на поиски новых музыкальных открытий и всегда была рядом с ним во время его участия в различных международных шоу. Эльвира родила Кайрату 2 сыновей: Ариет и Бекбол.
Гражданская позиция
Кайрат Примбердиев всегда открыто выражает свою гражданскую позицию и часто делится своим мнением по поводу той или иной ситуации. Он активно ведет социальные сети, такие как инстаграм, твиттер и фэйсбук, в которых не стесняется публиковать свои мысли в политическом и социальном контексте. Принимал участие на митингах по поводу отмены парламентских выборов, прошедших в Кыргызстане в 2020 году. Во время пандемии коронавируса, когда народ Кыргызстана испытывал трудности, Кайрат будучи недовольным работой правительства и депутатов выпускает песню “Жетишет”(Хватит), статья про которую вызвала резонанс в СМИ. А в 2021 году выпускает клип на песню-обращение к властям страны “Кайдыгер караба”(Не будь равнодушным). В сентябре 2022 года во время атаки таджикскими войсками кыргызских приграничных районов, Примбердиев выпускает песню “Алга, Баткеним”.
Награды и номинации
2007 г. – лучший автор года по версии газеты “Супер Инфо”
2015 г. – финалист российского проекта “Главная сцена”
2015 г. – почетный гражданин города Бишкек
2016 г. – финалист российского проекта “Голос”
2017 г. – почетный гражданин г. Каракол
2017 г. – Заслуженный артист КР
Наши дни
Кайрат Примбердиев продолжает заниматься музыкой, вести активную социальную и благотворительную деятельность. На протяжении последних лет является бессменным членом жюри в кыргызстанском музыкальном проекте “Асман” и “Асман дети”. Увлекается единоборствами, регулярно посещает спортивные залы. Изучает иностранные языки, ведь в планах завоевать сердца не только жителей СНГ, как это было несколько лет назад, но и выйти на мировой уровень.
Заслужив любовь кыргызстанцев, (в истории Кыргызстана был первым вокалистом, который стал финалистом Голоса) Кайрат стал самым приглашаемым певцом в Кыргызстане.
“Успешность музыкантов и певцов в Кыргызстане измеряется специфичностью культуры и досуга кыргызстанцев. Кыргызстанцы отличаются проведением пышных свадеб, юбилеев и корпоративов. Туда приглашаются в качестве певцов очень успешные артисты. Это является и основным источником дохода музыкантов в нашей стране.”  Кайрат Примбердиев.